# Мак-Найр (лунный кратер)
Кратер Мак-Найр (лат. McNair) — крупный ударный кратер в восточной части чаши огромного кратера Аполлон на обратной стороне Луны. Название присвоено в честь американского астронавта Рональда МакНайра (1950—1986) и утверждено Международным астрономическим союзом в 1988 г. 

## Описание кратера

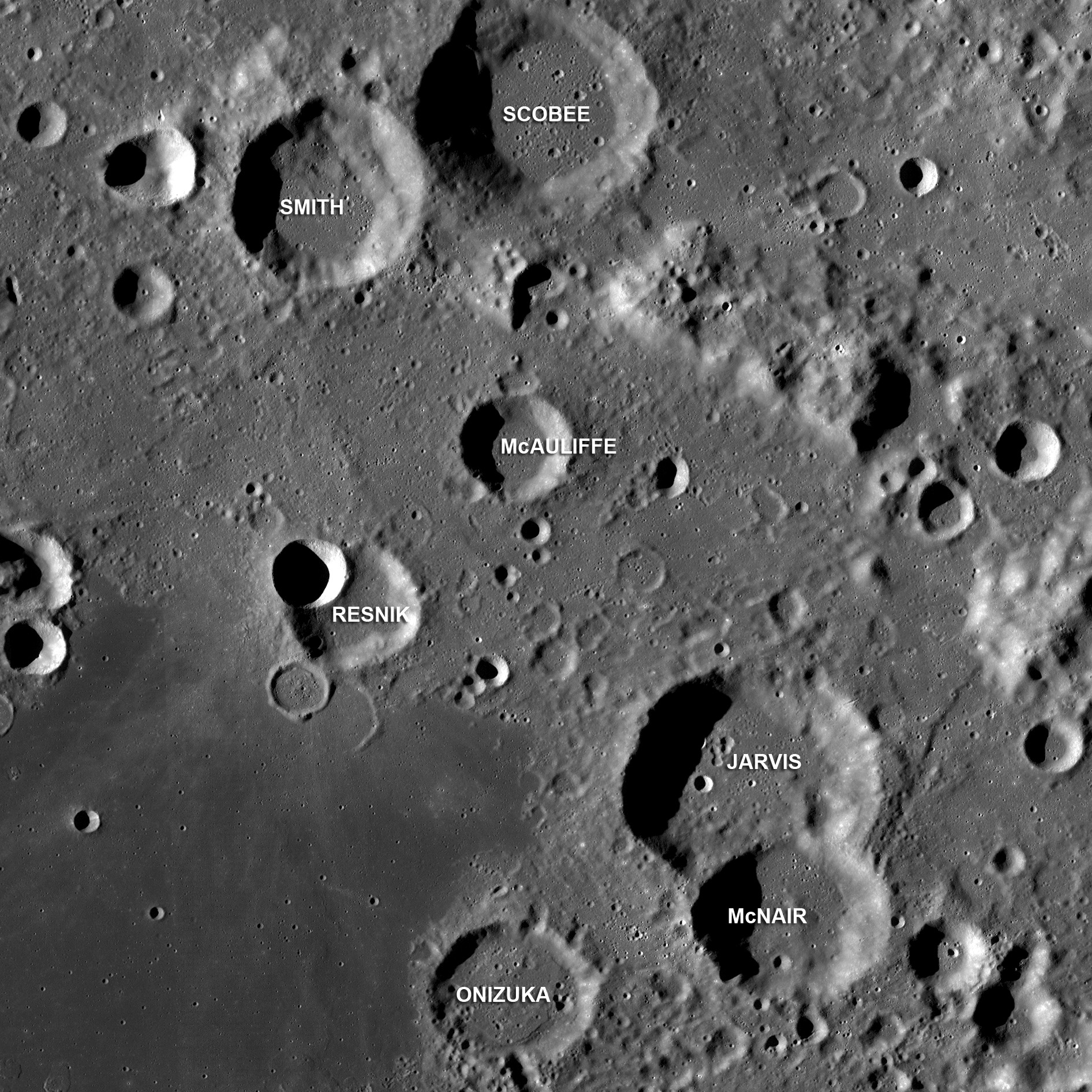
Окрестности кратера Мак-Найр. Снимок зонда Lunar Reconnaissance Orbiter.

Ближайшими соседями кратера Мак-Найр являются кратер Онизука на западе-юго-западе; кратер Ярвис на севере (Мак-Найр частично перекрывает его южную часть); кратер Ловелл на востоке и кратер Борман на юге. Селенографические координаты центра кратера 35°56′ ю. ш. 147°57′ з. д. / 35,93° ю. ш. 147,95° з. д., диаметр 32,0 км, глубина 2,0 км.
Кратер Мак-Найр имеет циркулярную форму и умеренно разрушен. Вал несколько сглажен и отмечен в южной части несколькими маленькими кратерами часть из которых образовали неширокий проход в стене вала. Северная часть вала рассечена широкой долиной соединяющей чаши кратеров Мак-Найр и Ярвис. Внутренний склон гладкий. Высота вала над окружающей местностью достигает 900 м, объем кратера составляет приблизительно 570 км³. Дно чаши ровное, испещрено множеством мелких кратеров, в северо-западной части чаши расположены останки небольшого кратера. В центре чаши расположен невысокий вытянутый холм.
До получения собственного наименования в 1988 г. кратер имел обозначение Борман A (в системе обозначений так называемых сателлитных кратеров, расположенных в окрестностях кратера, имеющего собственное наименование).

## Сателлитные кратеры
Отсутствуют.

## См.также
- Список кратеров на Луне
- Лунный кратер
- Морфологический каталог кратеров Луны
- Планетная номенклатура
- Селенография
- Минералогия Луны
- Геология Луны
- Поздняя тяжёлая бомбардировка